# Monte di Pietà (Cerreto Sannita)
Il Monte di Pietà è un edificio sito nel centro storico di Cerreto Sannita che è stato sede, fino agli inizi del XX secolo, dell'omonima istituzione. 

## Storia
Nella Cerreto del XVIII secolo esistevano due monti di pietà (o "monti dei pegni"), uno gestito dalla confraternita della Madonna del Pianto della chiesa di Sant'Antonio, ed un altro amministrato dalla confraternita della Madonna di Costantinopoli dell'omonima chiesa. Il primo aveva sede nel piano terra di palazzo Mastrobuoni, in piazza San Martino, mentre il secondo trovava originariamente posto in via Sannio.
Nel 1781 il priore ed i due economi della confraternita della Madonna di Costantinopoli decisero di edificare una nuova sede per il loro monte dei pegni. Essi scelsero di edificare il nuovo monte lungo il corso, in un luogo dove la confraternita possedeva già due camere terranee affittate. Una camera era in locazione all'Universitas che l'aveva adibita a "chianca di sopra" (macelleria che serviva la parte alta del paese) mentre l'altra camera era affittata a Nicola Colella che vi vendeva la neve.
Resisi liberi i locali affittati, la confraternita proseguì nell'edificazione dell'attuale edificio, che fu completato nel 1783.
Il Monte di pietà della confraternita della Madonna di Costantinopoli venne fondato contemporaneamente o pochi anni dopo l'istituzione di questa confraternita, che avvenne nel 1617 in Cerreto antica. Il primo documento in cui viene citato il monte è una relazione del vescovo mons. Pietro Paolo de Rustici nella quale vi è scritto che annesso alla confraternita c'era un "monte di pegni". Nel 1648 fu aggregato al Monte di Pietà di Napoli, sottraendosi così al controllo vescovile per dipendere direttamente dal potere regio.
A seguito del terremoto del 5 giugno 1688 le condizioni finanziarie del monte erano così floride da poter prestare ben 3.000 ducati al conte Marzio Carafa, che spese questi soldi per assistere i superstiti e per avviare la ricostruzione della cittadina.
Il monte, regolato da uno statuto, era gestito da appositi amministratori che venivano eletti della confraternita ogni tre anni.
Nel XIX secolo gli amministratori stabilirono che l'istituzione non doveva erogare mutui inferiori a una lira e superiori a cinquanta lire. L'attività del monte cessò nel 1929, quando venne liquidato il suo capitale che ammontava a lire 3.938,80.
Attualmente, dopo aver ospitato dal 2006 al 2009 una mostra sulla civiltà contadina, è in attesa di diventare sede del Museo del brigantaggio, istituito con delibera della Giunta comunale n. 137/2011.

## Descrizione

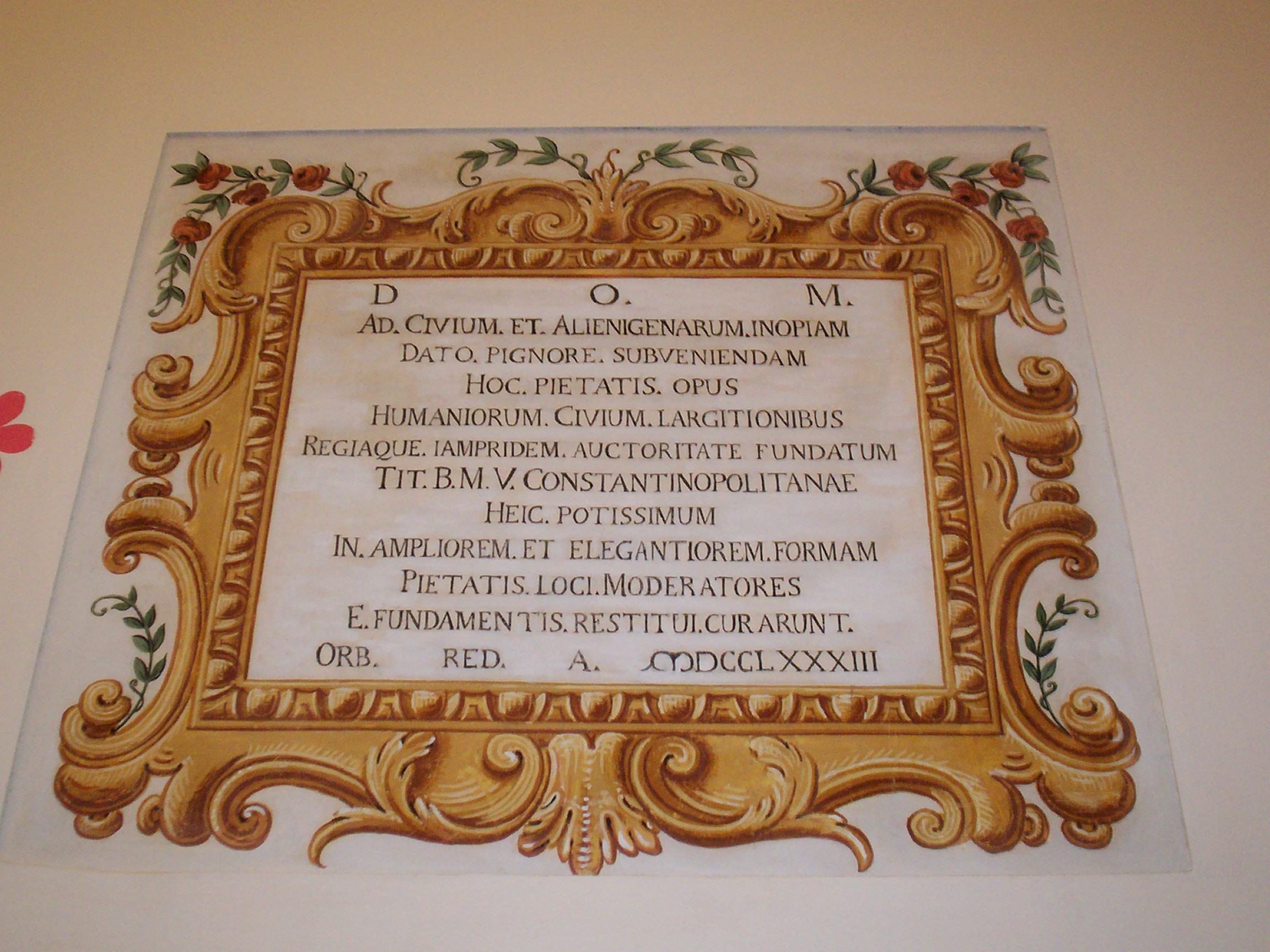
L'epigrafe nel salone.

Il prospetto sul corso è impreziosito da un portale costituito da grosse bugne che si alternano ad altre più piccole. Sul portale è posto un medaglione con la scritta «Magnum Pietatis Opus A.D. MDCCLXXXIII».
Tra le due grandi finestre del primo piano è sita una cornice in stucco entro la quale vi era un affresco.
Il prospetto è arricchito da «...una elaborata e marcata cornice terminale che percorre l'intero volume, inarcandosi originalmente, con enfasi barocca».
Al primo piano è sito un grande salone al cui angolo è posta la cassaforte a mura, decorata da alcuni stucchi.
Un'epigrafe nel salone ricorda i lavori di restauro eseguiti nel 1783 e rammenta anche lo scopo principale dell'istituzione: venire in aiuto, con prestiti su pegno, alle mancanze di "cittadini e forestieri".